# 1830 год в науке
В 1830 году были различные научные и технологические события, некоторые из которых представлены ниже.

## События
- 15 сентября, при открытии железной дороги Ливерпуль — Манчестер, погиб Уильям Хаскиссон — первый человек, погибший под колёсами поезда[1][2].
- Публикуются «Основные начала геологии» (англ. Principles of Geology) — фундаментальный трактат по геологии, написанный шотландским учёным Чарльзом Лайелем.

Мейбридж. Лошадь в движении., 1878 г.

## Родились
- 5 марта — Этьен-Жюль Маре, выдающийся французский физиолог и изобретатель, президент французской Академии наук (с 1895 года). Его интересы распространялись на области кардиологии, авиации и хронофотографии.
- 9 апреля — Эдвард Мейбридж, английский и американский фотограф, изобретатель устройства для проецирования фильмов.
- 1 мая — Гвидо Гезелле, фламандский поэт и филолог.
- 10 мая — Франсуа Мари Рауль, французский химик и физик, член-корреспондент Парижской академии наук.
- 8 июля — Ойген (Евгений) фон Шлехтендаль, немецкий орнитолог и юрист[3].
- 19 августа — Юлиус Лотар Мейер, немецкий химик, иностранный член-корреспондент Петербургской академии наук с 1890 года. Наряду с Д. И. Менделеевым считается создателем периодической системы элементов.

## Скончались
- 2 марта — Самуэль Томас Зёммеринг, немецкий анатом и физиолог.
- 29 марта — Джеймс Реннел, английский географ.
- 16 мая — Жан Батист Жозеф Фурье, французский математик и физик (р. 1768).
- 9 ноября — Ян Снядецкий, польский астроном, математик, философ (р. 1756).